# Abel Muzorewa
Abel Tendekayi Muzorewa, född 14 april 1925 i Mutare, död 8 april 2010 i Harare, var en zimbabwisk metodistbiskop och nationalistledare. Han var premiärminister i det så kallade Zimbabwe Rhodesia juni till december 1979.
Muzorewa var under 1970-talet ledare för partiet United African National Council (UANC), som förespråkade icke-våld mot det rådande brittisk-dominerade vita styret i Rhodesia. Partiet var det enda lagliga partiet, eftersom Joshua Nkomos ZAPU och Ndabaningi Sitholes och Robert Mugabes ZANU bedrev gerillakrig. I mars 1978 skrev Muzorewa och andra nationalistledare under ett avtal om en övergångsregering till svart majoritetsstyre, dock så att ett antal platser i landets parlament och regering skulle reserveras för landets vita. Det första valet hölls år 1979 och Muzorewa tillträdde som premiärminister. Joshua Nkomo och Robert Mugabe motsatte sig dock arrangemanget och inbördeskriget fortsatte, tills nyval förrättades i februari 1980. I valet förlorade Muzorewas UANC stort.
Abel Muzorewa ställde upp i presidentvalet mot Robert Mugabe år 1995, men förlorade stort. Muzorewa avled den 8 april 2010.